# プルバック式
プルバック式（Pull back式）とはぜんまいばねなどを使った駆動装置の一つ。単に「プルバック」とも呼ばれる。

## 概要
ゼンマイで駆動する玩具の中でも、車輪で走るタイプのものに比較的多く使われている駆動装置で、後ろに引っ張って手を離すという簡単な操作で遊べることから、幼児・児童向けの玩具に用いられている。
具体的な製品としてはチョロQのような車のおもちゃ等に使われており、この外にも様々なメーカーから類似する製品が出ており、チョロQ以前にも様々な製品が存在した。ゼンマイ以外にもゴム紐を車軸に巻き付けて伸ばしたり、あるいはねじってその復元力を利用したものなど、後退させた力を何らかの装置に蓄え、これを開放することで動力とする形態である。
ゼンマイを使うプルバック式動力では、後退の時のみギア比の大きい状態になるよう、内部の歯車が浮き上がるようになっており、ゼンマイの力で前進する時だけタイヤを高速回転させるような構造を持つものも多い。
古くはプレス加工による板金を使ったモノが多かったが、チョロQ以降はエンジニアリングプラスチックを使ったものも増えており、玩具の軽量化・小型化に役立っている。ただし余りに小型のものは幼児の場合誤飲の危険性があるので、注意が必要である。